# Microgaster chrysosternis
Microgaster chrysosternis är en stekelart som först beskrevs av Vladimir Ivanovich Tobias 1986.  Microgaster chrysosternis ingår i släktet Microgaster och familjen bracksteklar. Inga underarter finns listade i Catalogue of Life.